# Únětice u Prahy
Únětice (deutsch Aunietitz, auch Aunjetitz) ist eine Gemeinde in Tschechien. Sie liegt neun Kilometer nordwestlich des Stadtzentrums von Prag und gehört zum Okres Praha-západ.

## Geographie
Únětice befindet sich am Rand des Prager Kessels (Pražská kotlina) auf der Prager Hochfläche (Pražská plošina) im Tal des Baches Únětický potok. Nördlich erheben sich der Stříbrník (311 m) und Řivnáč (292 m), im Nordosten der Na Vršcích (297 m), östlich der Holý vrch, im Südosten die Kozí hřbety und nordwestlich der Na Habří (313 m).
Nachbarorte sind Chaloupky, Stříbrník, Podmoráň und Řež im Norden, Žalov und Roztoky im Nordosten, Maximiliánka, Brnky, Dolní Chabry und Čimice im Osten, Starý Suchdol und Suchdol im Südosten, Výhledy, U Potůčku, Třešňovka und Na Skále im Süden, Horoměřice und Statenice im Südwesten, Černý Vůl im Westen sowie Velké Přílepy und Úholičky im Nordwesten.

## Geschichte

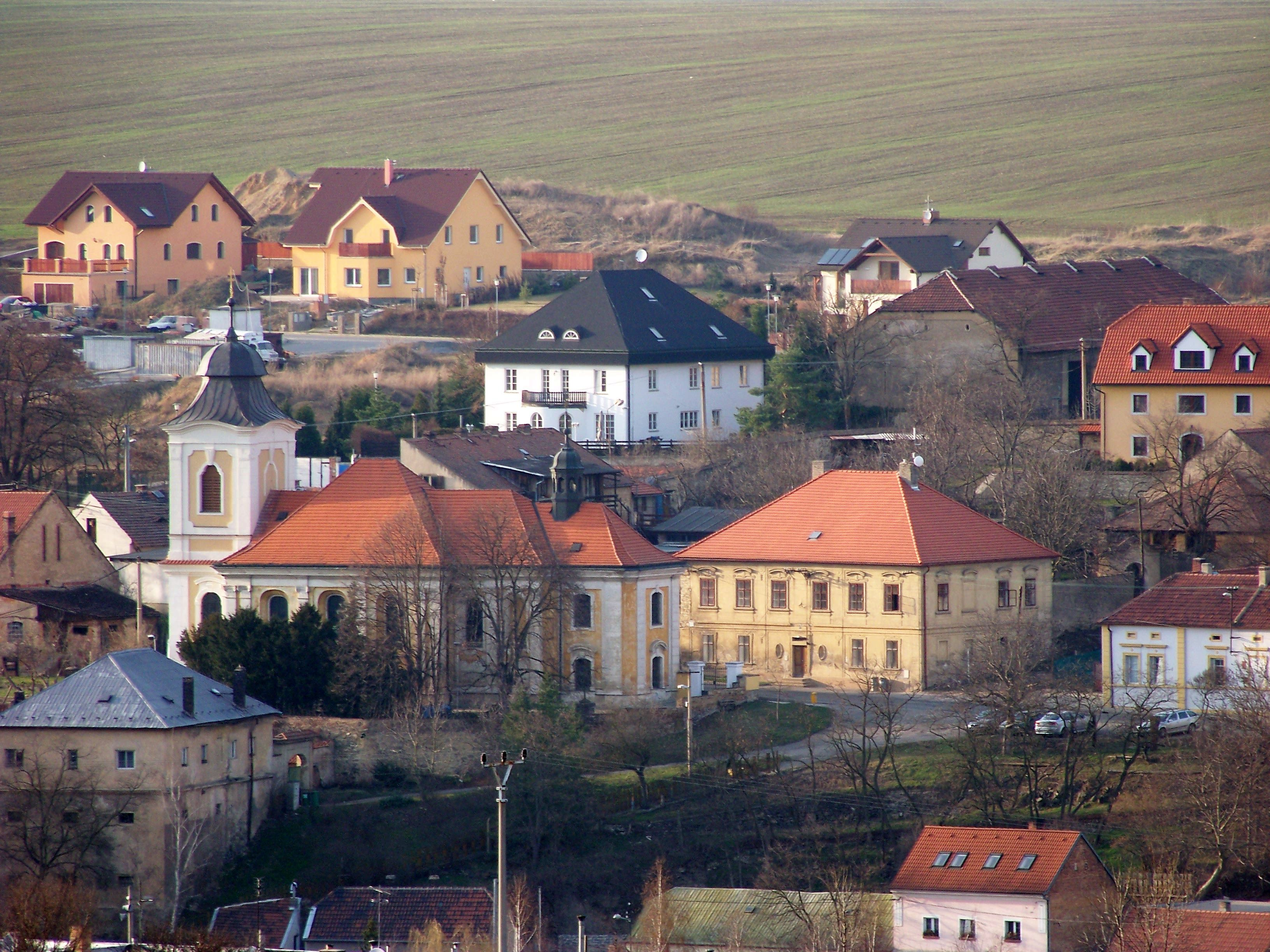
Blick auf Únětice

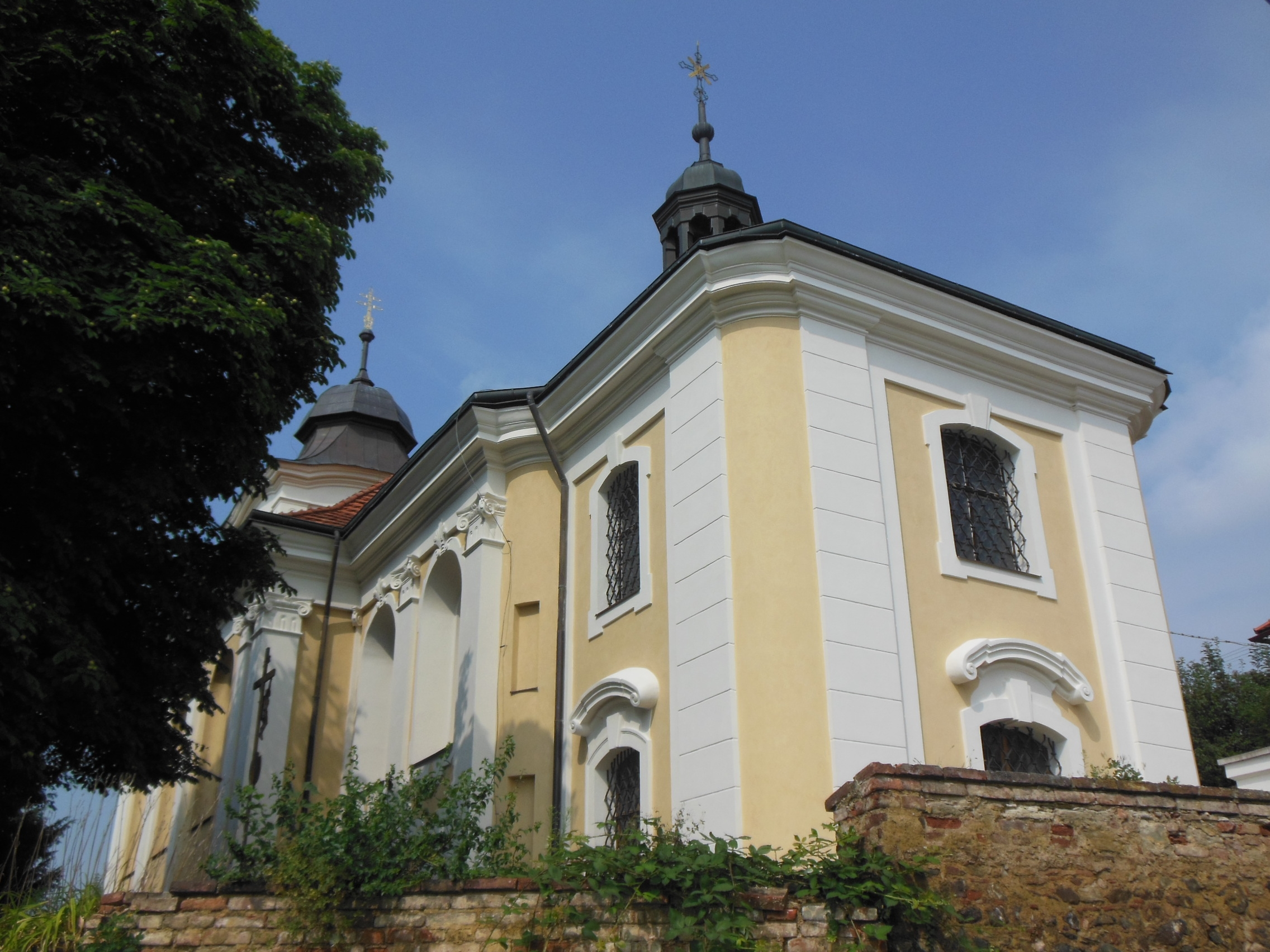
Kirche Mariä Himmelfahrt

Archäologische Funde belegen eine frühzeitliche Besiedlung des Gemeindegebietes. Im Jahre 1879 entdeckte der tschechische Arzt und Archäologe Čeněk Rýzner aus Roztoky u Prahy bei archäologischen Untersuchungen am Feldweg von Aunjetitz nach Rostoky unweit des Hügels Holý vrch vier Knochengräber. Rýzner führte ab 1880 mit Unterstützung von Einwohnern am Holý vrch weitere Ausgrabungen durch. Dabei wurde ein aus 70 gemeinschaftlichen Hockergräbern bestehendes frühbronzezeitliches Gräberfeld aufgefunden. Die etwa anderthalb Meter breiten Gräber waren reihenförmig mit einem Abstand von einem Meter angelegt. Die Verstorbenen wurden sämtlich mit dem Gesicht nach Osten bestattet und erhielten als Grabbeigabe ein irdenes Gefäß, die Frauen trugen zudem Schmuckgegenstände. Auf dem bewaldeten Kamm Kozí hřbety wurde eine kupfersteinzeitliche Siedlungsstätte aus der Zeit zwischen 2500 und 1800 v. Chr. aufgefunden. Die Prager Prähistoriker Karel Buchtela und Lubor Niederle benannten um 1910 eine mitteleuropäische Kultur der Frühbronzezeit nach dem Fundplatz Únětice als Aunjetitzer Kultur (Únětická kultura).
Im frühen Mittelalter gehörte die Gegend zu den Gütern der Přemysliden-Fürsten, deren Sitz die nahegelegene Burgstätte Levý Hradec war. Erstmals schriftlich erwähnt wurde das Dorf villa Vnetych am Bach Slativnice (Únětický potok) im Jahre 1125 während der Regentschaft des Herzogs Soběslav I. als Besitz des Kanonikers Zbyhněv von der Prager Kirche der Jungfrau Maria. Dieser ließ 1132 die Kirche Mariä Himmelfahrt errichten. In der Úněticer Urkunde besetzte Zbyhněv die neue Kirche mit den beiden Chorherren Ráža und Bezděd, zu deren Lebensunterhalt er in Únětice ein eigenständiges Gut stiftete. Zbyhněv ist bis 1140 als Besitzer des Gutes nachweislich. König Wenzel I. bestätigte 1233 die Úněticer Urkunde und das Gut als Besitz des Prager Domkapitels St. Veit. Ab 1352 ist die Kirche in den päpstlichen Zehnturkunden des Dekanates Říp als Pfarrkirche aufgeführt. Nach dem Ausbruch der Hussitenkriege bemächtigten sich 1421 die Prager Hussiten des Kapitulargutes Únětice. Nach dem Ständeaufstand von 1547 ließ König Ferdinand I. die Güter der aufständischen Prager Bürgerschaft konfiszieren und übereignete das Gut Únětice wieder dem Domkapitel St. Veit auf der Prager Burg. Seit 1557 ist eine Brauerei überliefert. Im Urbar von 1610 sind für Únětice ein Hof, acht Huben, zwei privilegierte Kretschen, zwei Mühlen, eine Brauerei und eine Schmiede aufgeführt. Die älteste Nachricht über eine Schule datiert aus dem Jahre 1622. Während des Dreißigjährigen Krieges wurde das Gut gänzlich ruiniert; die Dörfer Únětice, Suchdol und Horoměřice waren 1648 niedergebrannt. Ab 1667 wurden in Únětice Matriken geführt. Bei einer Hungersnot und dem Ausbruch der Pest starben zum Ende des 17. Jahrhunderts in Únětice etwa 200 Menschen. Infolgedessen hatte das Dorf im Jahre 1700 nur noch 81 Einwohner. Im Jahre 1808 ließ das Domkapitel auf dem Friedhof die Domherrengruft anlegen. 1838 entstand ein neues Schulgebäude.
Im Jahre 1843 bestand Aunětitz, Aunetitz bzw. Unietic aus 43 Häusern mit 350 Einwohnern. Unter herrschaftlichem Patronat standen die Pfarrkirche Mariä Himmelfahrt, die Pfarrei und die Schule. Außerdem gab es im Ort einen herrschaftlichen Meierhof, ein dominikales Bräuhaus, ein dominikales Branntweinhaus, eine dominikale Hammelhütte, ein Wirtshaus und zwei Mühlen. Aunětitz war Pfarrort für Groß Přilep, Schwarzochs (Černý Vůl), Auholiček, Horoměřitz und Sukdol. Bis zur Mitte des 19. Jahrhunderts blieb Aunětitz der Herrschaft Chrasstian untertänig.
Nach der Aufhebung der Patrimonialherrschaften bildete Ounětice / Aunětitz ab 1850 mit dem Ortsteil Černý Vůl 1. díl / Schwarzochs 1. Anteil eine Gemeinde im Bezirk und Gerichtsbezirk Smíchov. Zu dieser Zeit hatte die Gemeinde 394 Einwohner. Im Jahre 1898 waren in Ounětice 424 Kinder eingeschult, die durch sieben Lehrer unterrichtet wurden. Im Jahre 1900 lebten in Ounětice 481 Menschen. Der Ortsname Ounětice wurde bis 1924 noch alternativ zu der Ende des 19. Jahrhunderts eingeführten heutigen Namensform gebraucht. 1927 wurde die Gemeinde dem Bezirk Praha-venkov und dem Gerichtsbezirk Praha-západ zugeordnet. Ab 1929 gehörte Únětice zum Gerichtsbezirk Praha-sever. Die Gemeinde Únětice hatte 1932 einschließlich des Ortsteiles Černý Vůl I 607 Einwohner. Zu dieser Zeit war die Brauerei mit 35 Beschäftigten das größte Unternehmen im Ort, außerdem wurden am Holý vrch Steinbrüche betrieben. 1942 wurde Únětice Teil des neu gebildeten Bezirkes Praha-venkov-sever. Nach dem Ende des Zweiten Weltkrieges kam Únětice zum Gerichtsbezirk Praha-západ. Seit 1949 gehört die Gemeinde zum Okres Praha-západ. Černý Vůl 1. díl wurde in dieser Zeit nach Statenice umgemeindet. Seit dem 12. Dezember 2008 führt Únětice ein Wappen und Banner. 2009 wurden im Ort Straßennamen eingeführt.

## Sehenswürdigkeiten

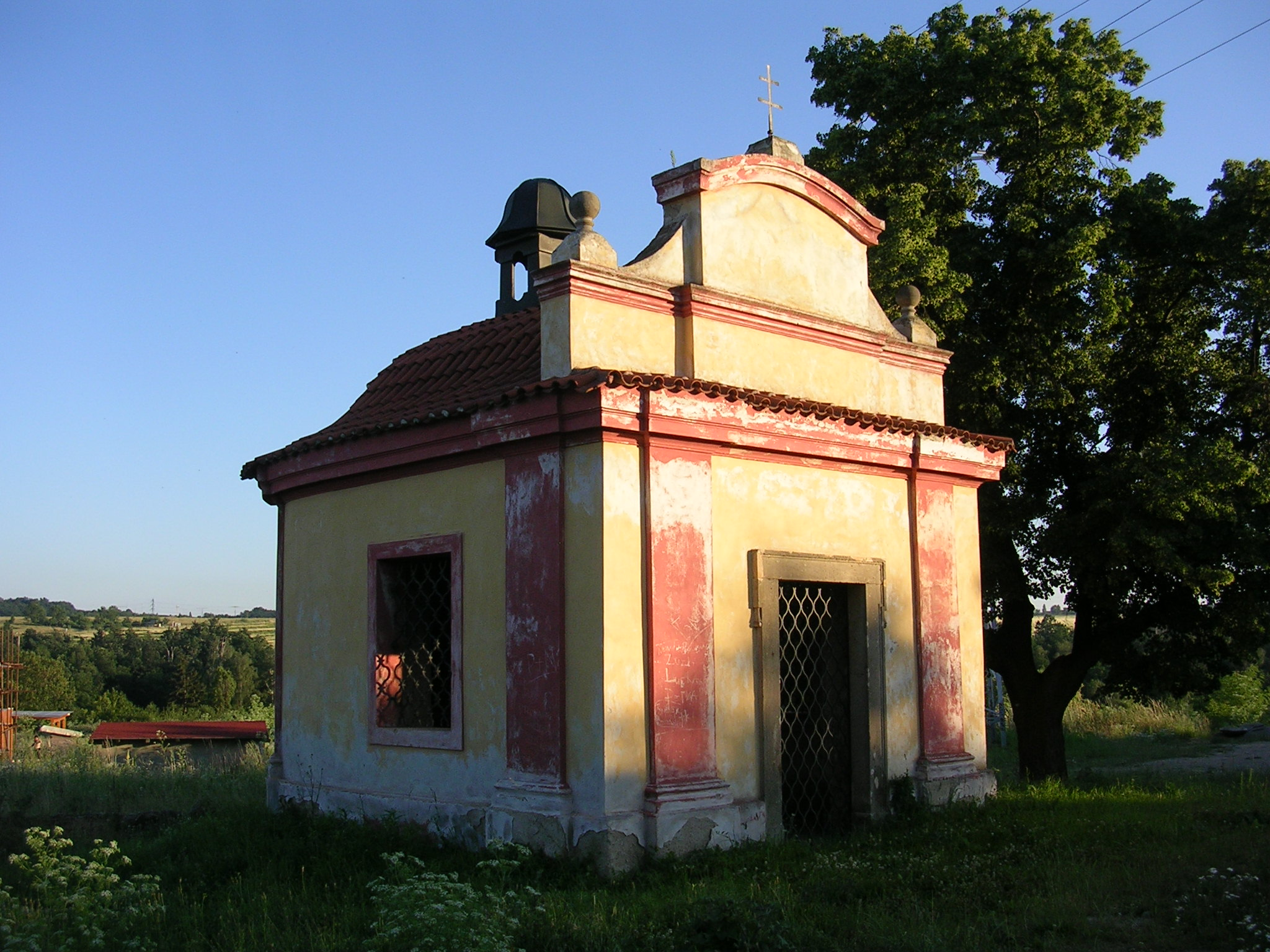
Kapelle des hl. Johannes von Nepomuk

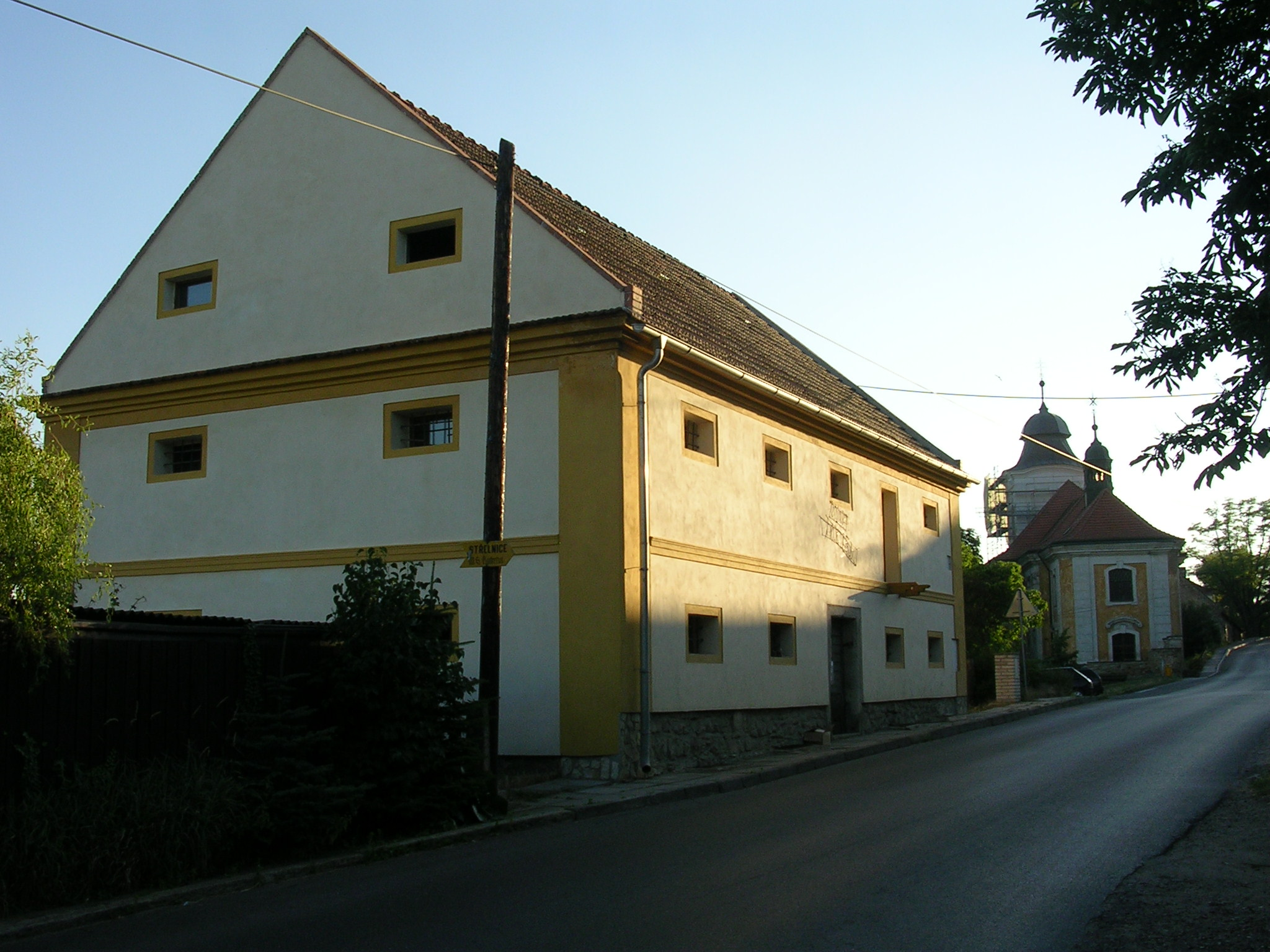
Kornspeicher

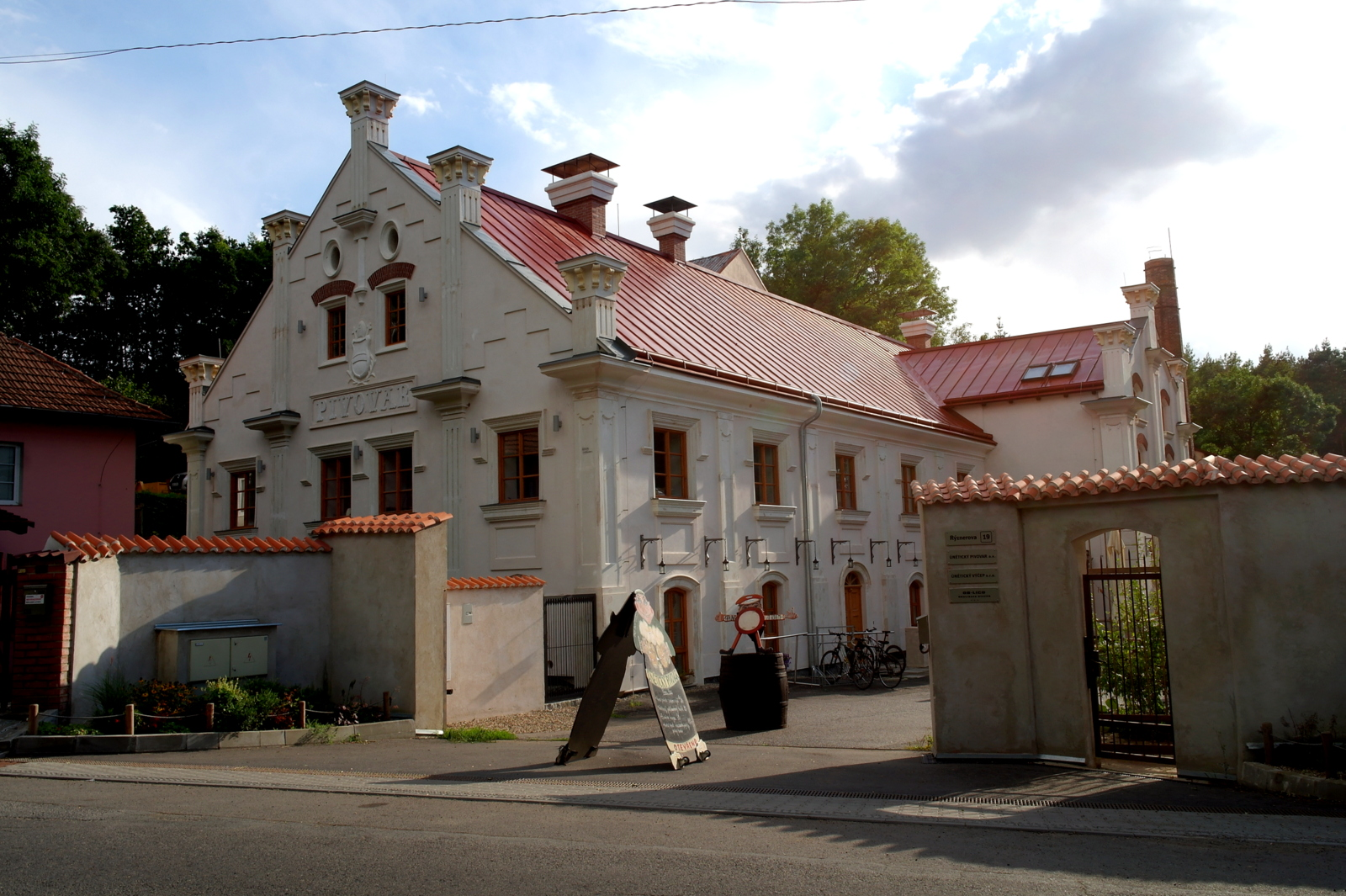
Brauerei

- Barocke Pfarrkirche Mariä Himmelfahrt, sie entstand zwischen 1766 und 1770 aus einem schlichten romanischen Vorgängerbau aus dem Jahre 1132. Das von Ignaz Raab geschaffene Hochaltarblatt stellt die Himmelfahrt der Jungfrau Maria dar.
- Barockes Pfarrhaus, erbaut 1766
- Kornspeicher, errichtet 1752 auf Veranlassung des Pfarrers Václav Nespěšný, er wird seit den 1990er Jahren als Museum der Aunjetitzer Kultur genutzt.
- Friedhof mit Kapelle des hl. Josef aus dem Jahre 1698 am östlichen Ortsrand, unter der Kapelle befindet sich die 1808 angelegte Gruft der Domherren des Prager Domkapitels St. Veit
- Kapelle des hl. Johannes von Nepomuk, im westlichen Teil des Dorfes, sie entstand 1716 auf Veranlassung des Pfarrers Josef Turek
- Statue des hl. Johannes von Nepomuk gegenüber der Kapelle
- Brauerei, das Gebäude entstand wahrscheinlich im Jahre 1710. Die dem Domkapitel gehörige Brauerei war 1897 mit 21.600 Hektolitern die drittgrößte im Bezirk Smíchov. 1949 wurde sie verstaatlicht und an die Brauerei Smíchov angeschlossen. Diese ließ die erst zwei Jahre zuvor erneuerten Brauanlagen ausbauen und den Betrieb stilllegen. Bis 1951 dienten die Keller noch als Niederlage der Brauerei Smíchov. Seit 2011 existiert wieder eine Brauerei unter dem Namen Únětický pivovar.[3]
- Ehemalige Rademacherei
- Naturreservat Údolí Únětického potoka mit
  - Felssporn Holý vrch mit Aussichtspunkt Alšova vyhlídka, östlich des Dorfes
  - Felskamm Kozí hřbety, südöstlich von Únětice
  - Tal Tiché údolí des Únětický potok unterhalb des Dorfes bis zum Moldautal, mit mehreren Mühlen